# Pentoxyde de carbone
Le pentaoxyde de carbone ou pentoxyde de carbone est un oxyde de carbone de formule CO5. Il pourrait être produit (et stabilisé) sur Triton et Ganymède à partir de l'irradiation de glace de dioxyde de carbone.

## Production
Le pentoxyde de carbone a été produit par irradiation de glace de dioxyde de carbone à 10 K avec des électrons de 5 keV. Le mécanisme de formation d'une molécule de CO5 lors de cette synthèse implique la réaction d'une molécule de tétroxyde de carbone avec un atome d'oxygène. Cette réaction relâche 17,0 kJ·mol-1. La formation de CO5 à partir d'ozone et de dioxyde de carbone est énergétiquement défavorable de 165,6 kJ·mol-1 et la réaction du trioxyde de carbone avec le dioxygène requerrait également 31,6 kJ·mol-1.